# Кусаир Амра
Кусаир Амра (арапски језик: قصر عمرة‎), познат и као Qasr Amra или Qusayr Amra, је најпознатији пустињски дворац у данашњем источном Јордану. Налази се на главном јорданском аутопуту који повезује исток са западом државе, око 85 км источно од Амана. Изграђен је почетком 8. века (вероватно између 711—715.) за време владавине омејадског калифа Велида I чији је утицај тада растао у том подручју. Сматра се најважнијим примером рано-исламског дворца.
Грађевина је заправо остатак једног од неколико омејидских комплекса изграђених уз сезонски ток реке Бутум., а који је имао и палату од које су остали само темељи. Оно што данас зовемо дворцем су зидине летњиковца који није имао никакву војну улогу. Најзнаменитије су његове фреске на унутрашњим зидовима на којима су насликани призори лова, женски акт и на куполи купатила (хамам) веран приказ зодијака, те портрети шест краљева (уз натписе на арапском и грчком). То су изузетно ретки примери фигуративне уметности, која је била забрањена у исламској уметности, и редак пример који показује јасне византске утицаје на исламску уметност. Због тога је Кусаир Амра уписана на УНЕСКО-в Списак места Светске баштине у Азији и Аустралазији 1985. године
- Фреске у унутрашњости
- Знакови зодијака у куполи хамама
- Фреске са свода